# Konavoske stijene
Konavoske stijene este o arie protejată (sit de importanță comunitară — SCI) din Croația întinsă pe o suprafață de 372,61 ha, integral pe uscat.

## Localizare
Centrul sitului Konavoske stijene este situat la coordonatele 42°30′30″N 18°20′01″E / 42.508232°N 18.33361°E.

## Înființare
Situl Konavoske stijene a fost declarat sit de importanță comunitară în iulie 2013 pentru a proteja un număr necunoscut de specii din flora spontană și fauna sălbatică aflate în arealul zonei.

## Biodiversitate
Situată în ecoregiunea mediteraneană, aria protejată conține 4 habitate naturale: Tufărișuri termo-mediteraneene și de pre-deșert, Faleze cu vegetație de Limonium spp. endemic de pe coastele mediteraneene, Pante stâncoase calcaroase cu vegetație casmofită, Pseudostepă cu ierburi și specii anuale de Thero-Brachypodietea.
La baza desemnării sitului se află un număr nedeclarat de specii protejate.